# Acacia kelleri
Acacia kelleri é uma espécie de leguminosa do gênero Acacia, pertencente à família Fabaceae.